# Лашхараші
Лашхараші (груз. ლაშხარაში) — село в Грузії.
За даними перепису населення 2014 року в селі проживає 17 особа.